# Gunnison (Utah)
Gunnison ist ein Ort im Sanpete County im US-Bundesstaat Utah. Das U.S. Census Bureau hat bei der Volkszählung 2020 eine Einwohnerzahl von 3509 ermittelt.

## Geografie
Der Ort bedeckt eine Fläche von 13,7 km² (5,3 mi²).

## Geschichte
Benannt wurde die Stadt nach dem Entdecker John Williams Gunnison. Der Ort wurde erstmals 1859 besiedelt und wurde damals noch „Chalk Point“ genannt. Ein erster Versuch der Besiedelung etwas westlich der heutigen Lage des Ortes war zuvor daran gescheitert, dass das seinerzeit ausgewählte Gebiet jeweils im Frühjahr von Überflutungen bedroht war. Seinen Namen erhielt der Ort nach dem Regierungsbeauftragten John W. Gunnison, der 1853 zusammen mit sechs Begleitern bei einem Zusammenstoß mit Indianern vom Stamm der Paiute ums Leben kam; dieser Vorfall ereignete sich allerdings in Millard County, nicht in Sanpete County. 1893 wurde Gunnison offiziell zunächst als Town registriert.

## Demografie
- Am 1. Juli 2005 lebten in Gunnison 2701 Einwohner.
- Das durchschnittliche Haushaltseinkommen betrug US$ 33.147 und
- das durchschnittliche Familieneinkommen betrug US$ 37.000 (Census 2000)

### Altersstruktur
| Bevölkerung | Jahre   | Anteil  |
| ----------- | ------- | ------- |
| unter       | 18      | 25,30 % |
| von         | 18 – 24 | 13,30 % |
| von         | 25 – 44 | 33,80 % |
| von         | 45 – 64 | 17,90 % |
| über        | 65      | 9,70 %  |

Das durchschnittliche Alter beträgt 32 Jahre.